# Gora Nedostupnaja
Gora Nedostupnaja är ett berg i Antarktis. Det ligger i Östantarktis. Australien gör anspråk på området. Toppen på Gora Nedostupnaja är 1 286 meter över havet.
Terrängen runt Gora Nedostupnaja är kuperad åt sydost, men åt nordväst är den platt. Trakten är obefolkad. Det finns inga samhällen i närheten.